# Ритъм енд блус
Рѝтъм енд блу̀с (на английски: rhythm and blues, английско произношение: /ˈri-thəm ən(d) ˈblüz/), съкратено арендби, среща се и като аренби и ар ен би, регламентирано изписване: арендби, е музикален жанр, възникнал от афроамериканската музика на основата на блуса след Втората световна война в САЩ.
Арендби музиката комбинира джаз, госпъл и блус влияния, първоначално представяни от афроамериканските изпълнители.
Начинът на свирене и пеене на арендби изпълнителите е посрещнат остро от обществеността през 40-те години на XX век, притеснени заради пагубното му влияние върху младежката публика.

## История на стила
B своите първи прояви, през късната половина на 40-те години на XX век, ритъм енд блус се е свирил от малки групи, съставени от четирима или петима музиканти; обикновено бас, барабани, един или два саксофона и вероятно ритъм китара или пиано. През 1951 г. този стил бил също наричан рокендрол. Този стил бил силно повлиян от джаза, джъмп блуса и госпъла. Джазът от своя страна бива повлиян от арендби музиката. Комбинацията от ритъм енд блус, блус и госпъл с бибоп довела до обособяването на хард боп музиката.

## Изпълнители

### Ранни изпълнители
- Мъди Уотърс
- Джими Рийд
- Отис Ръш
- Тий-Боун Уокър
- Би Би Кинг
- Бо Дидли
- Фатс Домино
- Майкъл Джексън

### Съвременни изпълнители
- Алия
- Ейми Уайнхаус
- Бионсе
- Дестинис Чайлд
- Марая Кери
- Крис Браун
- Джанет Джаксън
- Ъшър
- Алиша Кийс
- Риана
- Ариана Гранде
- The Weeknd